# جزيرة ميتكوف
جزيرة ميتكوف (بالإنجليزية: Mitkof Island)‏ هي جزيرة في أرخبيل ألكسندر جنوب شرق ألاسكا في الولايات المتحدة الأمريكية.
تحدها جزيرة كوبريانوف في الغرب والبر الرئيسي لألاسكا في الشرق.
طولها 28 كم وعرضها 16 كم ومساحتها 539 كم مربع. وهي في الترتيب 30 ضمن أكبر جزر الولايات المتحدة الأمريكية.
وهي مدرجة ضمن غابة تونغاس الوطنية.